# 시에라범나리
시에라범나리(학명: Lilium parvum)는 미국 서부 토박이 여러해살이풀의 일종으로, 백합목 백합과 백합속에 속한다. 주로 캘리포니아주의 시에라네바다산맥에 분포하며, 네바다주 북서부와 오리건주 남서부에도 일부 분포한다. 해발고도가 높은 지역에 서식하며 여름철에 비교적 작고 앙증맞은 꽃을 피운다. 꽃 색깔은 연주황색 꽃잎에 흑갈색 반점이 안쪽 부분에 산재한다.